# Christian August af Slesvig-Holsten-Gottorp
Christian August af Holsten-Gottorp-Eutin (11. januar 1673 – 24 april 1726) var stamfader til flere yngre linjer af Huset Slesvig-Holsten-Gottorp. Han var fyrstbiskop af Lübeck og prins af Eutin. I perioder var han indsat som medregent i de gottorpske dele af Slesvig og Holsten. Han var far til kong Adolf Frederik af Sverige–Finland og morfar til kejserinde Katharina den Store af Rusland.

## Slægt
Christian August var en yngre søn af prinsesse Frederikke Amalie af Danmark og hertug Christian Albrecht af Slesvig-Holsten-Gottorp. Han var dattersøn af Sophie Amalie af Braunschweig-Lüneburg og kong Frederik 3. af Danmark–Norge.
Christian August var søstersøn til kong Christian 5. af Danmark–Norge og prins Jørgen af Danmark (gift med regerende dronning Anne af England og Skotland). Han var fætter til kong Frederik 4. af Danmark–Norge og prins Carl af Danmark.
Christian August var bror til hertug Frederik 4. af Slesvig-Holsten-Gottorp samt svoger og fætter til Hedvig Sofia af Sverige. Han var farbror til hertug Carl Frederik af Slesvig-Holsten-Gottorp, der blev far til kejser Peter 3. af Rusland.

## Familie
Christian August var gift med Albertine Frederikke af Baden-Durlach. De fik elve børn, deriblandt:
- kong Adolf Frederik af Sverige. Han og hans efterkommere regerede Sverige i 1751–1818. Desuden regerede de i Sverige-Finland i 1751–1809 og i Sverige–Norge i 1814–1818.
- regerende hertug Frederik August 1. af Oldenborg. Hans søn var titulær hertug af Oldenborg indtil 1823. Hertug Frederik August var far til Hedvig Elisabeth Charlotte af Slesvig-Holsten-Gottorp, dronning af Sverige.
- prinsesse Johanna Elisabeth af Slesvig-Holsten-Gottorp. Hun blev mor til den regerende kejserinde Katharina den Store af Rusland. Katharinas efterkommere var kejsere af Rusland i 1796–1917.
- prins Georg Ludvig af Slesvig-Holsten-Gottorp. Hans efterkommere regerede Oldenborg i 1785–1918. Indtil 1823 var sønnen regent (prinsregent og administrator). Derefter var sønnen og dennes efterkommere storhertuger.